# La Fayette (Geòrgia)
LaFayette és una població dels Estats Units a l'estat de Geòrgia. Segons el cens del 2000 tenia 6.702 habitants.

## Demografia
Segons el cens del 2000, LaFayette tenia 6.702 habitants, 2.721 habitatges, i 1.749 famílies. La densitat de població era de 319,9 habitants/km².
Dels 2.721 habitatges en un 28,9% hi vivien nens de menys de 18 anys, en un 42,9% hi vivien parelles casades, en un 17,1% dones solteres, i en un 35,7% no eren unitats familiars. En el 32,6% dels habitatges hi vivien persones soles el 17,1% de les quals corresponia a persones de 65 anys o més que vivien soles. El nombre mitjà de persones vivint en cada habitatge era de 2,33 i el nombre mitjà de persones que vivien en cada família era de 2,94.
Per edats la població es repartia de la següent manera: un 24,1% tenia menys de 18 anys, un 9,8% entre 18 i 24, un 25,4% entre 25 i 44, un 21,6% de 45 a 60 i un 19,2% 65 anys o més.
L'edat mediana era de 38 anys. Per cada 100 dones de 18 o més anys hi havia 80,2 homes.
La renda mediana per habitatge era de 23.093 $ i la renda mediana per família de 29.141 $. Els homes tenien una renda mediana de 27.528 $ mentre que les dones 20.906 $. La renda per capita de la població era de 12.967 $. Entorn del 16% de les famílies i el 20,9% de la població estaven per davall del llindar de pobresa.

## Poblacions més properes
El següent diagrama mostra les poblacions més properes.